# Карлос Вальдеррама
Карлос Вальдеррама (ісп. Carlos Valderrama, нар. 2 вересня 1961, Санта-Марта) — колумбійський футболіст, півзахисник.
Насамперед відомий виступами за клуби «Депортіво Калі» та «Тампа-Бей М'ютені», а також національну збірну Колумбії.
Двічі визнавався футболістом року в Південній Америці. Крім ігрових та лідерських якостей, виділявся на полі також своєю зачіскою. Єдиний колумбійський футболіст, який увійшов до списку 125 найвидатніших футболістів ФІФА.

## Клубна кар'єра
Народився 2 вересня 1961 року в місті Санта-Марта. Вихованець футбольної школи клубу «Уніон Магдалена». Дорослу футбольну кар'єру розпочав 1981 року в основній команді того ж клубу, в якій провів два сезони, взявши участь у 94 матчах чемпіонату.
Протягом 1984 року недовго захищав кольори «Мільйонаріоса».
Своєю грою за останню команду привернув увагу представників тренерського штабу клубу «Депортіво Калі», до складу якого приєднався 1985 року. Відіграв за команду з Калі наступні два сезони своєї ігрової кар'єри. Більшість часу, проведеного у складі «Депортіво Калі», був основним гравцем команди.
1988 року уклав контракт з «Монпельє», у складі якого провів наступні два роки своєї кар'єри гравця. Граючи у складі «Монпельє» також здебільшого виходив на поле в основному складі команди. За цей час виборов титул володаря Кубка Франції.
У сезоні 1990–91 захищав кольори клубу «Реал Вальядолід», але за підсумками сезону команди покинула Ла Лігу і футболіст повернувся на батьківщину, перейшовши у «Індепендьєнте Медельїн».
З 1993 року два сезони захищав кольори команди клубу «Атлетіко Хуніор». Тренерським штабом нового клубу також розглядався як гравець «основи».
На початку 1996 року перейшов у «Тампа-Бей М'ютені», після чого виступав за низку клубів з США.
Завершив професійну ігрову кар'єру у «Колорадо Рапідз», за який грав протягом 2001—2002 років.

## Виступи за збірні
Протягом 1980–1981 років залучався до складу молодіжної збірної Колумбії.
27 жовтня 1985 року дебютував в офіційних матчах у складі національної збірної Колумбії.
У складі збірної був учасником розіграшу Кубка Америки 1987 року в Аргентині, на якому команда здобула бронзові нагороди, розіграшу Кубка Америки 1989 року у Бразилії, чемпіонату світу 1990 року в Італії, розіграшу Кубка Америки 1991 року у Чилі, розіграшу Кубка Америки 1993 року в Еквадорі, на якому команда здобула бронзові нагороди, чемпіонату світу 1994 року у США, розіграшу Кубка Америки 1995 року в Уругваї, на якому команда здобула бронзові нагороди, та чемпіонату світу 1998 року у Франції.
Протягом кар'єри у національній команді, яка тривала 14 років, провів у формі головної команди країни 111 матчів, забивши 11 голів.

## Статистика виступів

### Статистика клубних виступів

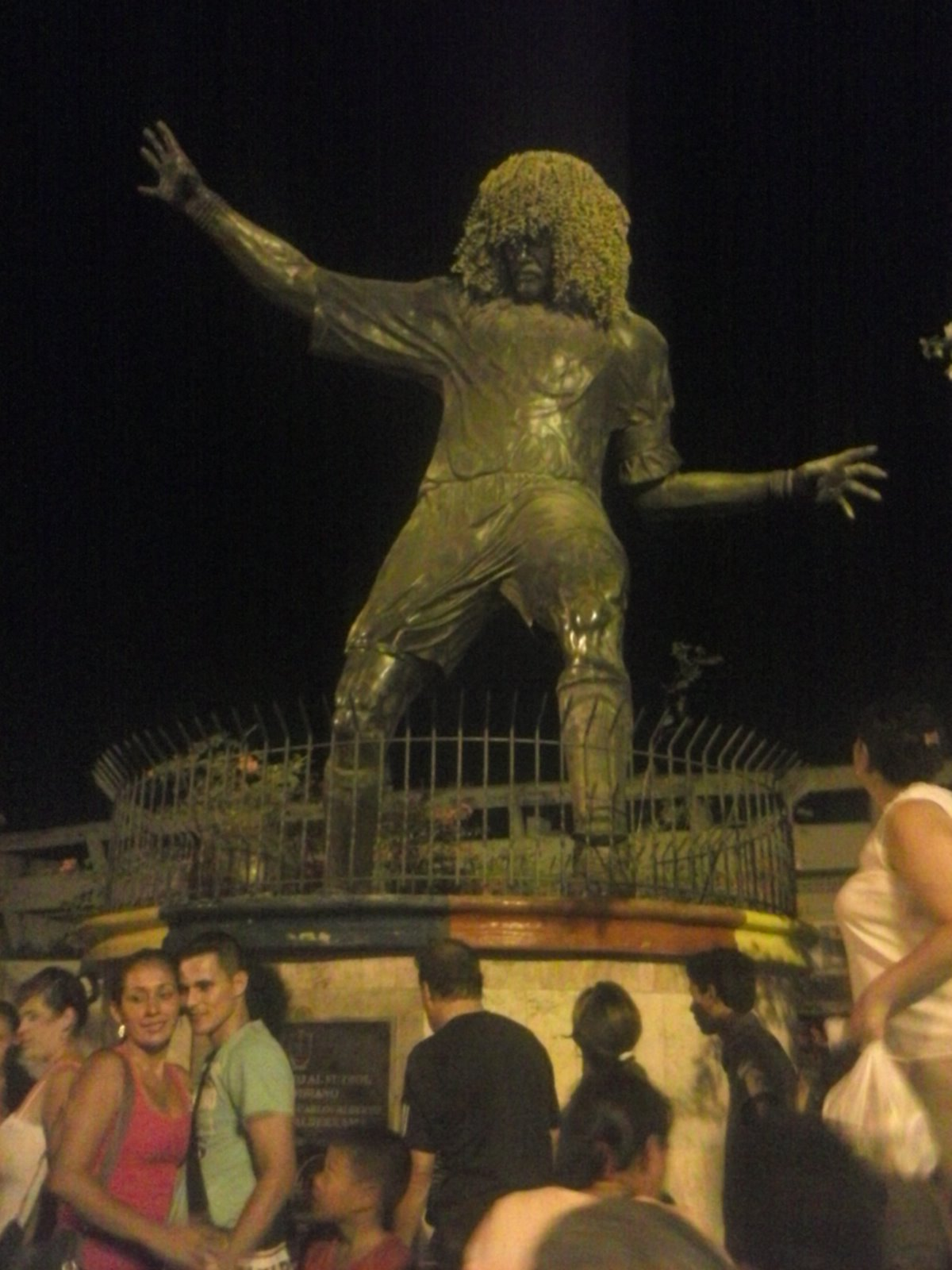
Пам'ятник Карлосу Вальдеррамі біля Естадіо Едуардо Сантос в рідному місті Санта-Марті

| Сезон                         | Команда                       | Чемпіонат                     | Чемпіонат | Чемпіонат | Національний кубок | Національний кубок | Національний кубок | Континентальні кубки | Континентальні кубки | Континентальні кубки | Інші змагання | Інші змагання | Інші змагання | Усього | Усього |
| Сезон                         | Команда                       | Ліга                          | Ігор      | Голів     | Ліга               | Ігор               | Голів              | Ліга                 | Ігор                 | Голів                | Ліга          | Ігор          | Голів         | Ігор   | Голів  |
| ----------------------------- | ----------------------------- | ----------------------------- | --------- | --------- | ------------------ | ------------------ | ------------------ | -------------------- | -------------------- | -------------------- | ------------- | ------------- | ------------- | ------ | ------ |
| 1981                          | «Уніон Магдалена»             | ФПК                           | 15        | 1         | –                  | –                  | –                  | –                    | –                    | –                    | –             | –             | –             | 15     | 1      |
| 1982                          | «Уніон Магдалена»             | ФПК                           | 43        | 2         | –                  | –                  | –                  | –                    | –                    | –                    | –             | –             | –             | 43     | 2      |
| 1983                          | «Уніон Магдалена»             | ФПК                           | 36        | 2         | –                  | –                  | –                  | –                    | –                    | –                    | –             | –             | –             | 36     | 2      |
| Усього за «Уніон Магдалена»   | Усього за «Уніон Магдалена»   | Усього за «Уніон Магдалена»   | 94        | 5         |                    | –                  | –                  |                      | –                    | –                    |               | –             | –             | 94     | 5      |
| 1984                          | «Мільйонаріос»                | ФПК                           | 33        | 0         | –                  | –                  | –                  | –                    | –                    | –                    | –             | –             | –             | 33     | 0      |
| 1985                          | «Депортіво Калі»              | ФПК                           | 48        | 13        | –                  | –                  | –                  | –                    | –                    | –                    | –             | –             | –             | 48     | 13     |
| 1986                          | «Депортіво Калі»              | ФПК                           | 46        | 5         | –                  | –                  | –                  | КЛ                   | ?                    | ?                    | –             | –             | –             | 46+    | 5+     |
| 1987                          | «Депортіво Калі»              | ФПК                           | 37        | 4         | –                  | –                  | –                  | КЛ                   | ?                    | 1                    | –             | –             | –             | 37+    | 5      |
| 1988–89                       | «Монпельє»                    | Л1                            | 24        | 1         | КФ                 | 2                  | 0                  | КУЄФА                | 1                    | 0                    | –             | –             | –             | 27     | 1      |
| 1989–90                       | «Монпельє»                    | Л1                            | 18        | 1         | КФ                 | 5                  | 1                  | –                    | –                    | –                    | –             | –             | –             | 23     | 2      |
| 1990–91                       | «Монпельє»                    | Л1                            | 35        | 2         | КФ                 | 2                  | 0                  | КВК                  | 4                    | 0                    | –             | –             | –             | 41     | 2      |
| Усього за «Монпельє»          | Усього за «Монпельє»          | Усього за «Монпельє»          | 77        | 4         |                    | 9                  | 1                  |                      | 5                    | 0                    |               | –             | –             | 91     | 4      |
| 1991–92                       | «Реал Вальядолід»             | ПД                            | 17        | 1         | КІ                 | ?                  | ?                  | –                    | –                    | –                    | –             | –             | –             | 17+    | 1+     |
| 1992                          | «Індепендьєнте Медельїн»      | ФПК                           | 10        | 1         | –                  | –                  | –                  | –                    | –                    | –                    | –             | –             | –             | 10+    | 1+     |
| 1993                          | «Атлетіко Хуніор»             | ФПК                           | 35        | 4         | –                  | –                  | –                  | –                    | –                    | –                    | –             | –             | –             | 35     | 4      |
| 1994                          | «Атлетіко Хуніор»             | ФПК                           | 18        | 1         | –                  | –                  | –                  | КЛ                   | ?                    | ?                    | –             | –             | –             | 18+    | 1+     |
| 1995                          | «Атлетіко Хуніор»             | ФПК                           | 29        | 0         | –                  | –                  | –                  | –                    | –                    | –                    | –             | –             | –             | 29     | 0      |
| Усього за «Атлетіко Хуніор»   | Усього за «Атлетіко Хуніор»   | Усього за «Атлетіко Хуніор»   | 82        | 5         |                    | –                  | –                  |                      | –                    | –                    |               | –             | –             | 82+    | 5+     |
| 1996                          | «Тампа-Бей М'ютені»           | МЛС                           | 23+4      | 4+0       | –                  | –                  | –                  | –                    | –                    | –                    | –             | –             | –             | 27     | 4      |
| 1996–97                       | «Депортіво Калі»              | ФПК                           | 18        | 4         | –                  | –                  | –                  | КЛ                   | ?                    | 1                    | –             | –             | –             | 18+    | 5      |
| Усього за «Депортіво Калі»    | Усього за «Депортіво Калі»    | Усього за «Депортіво Калі»    | 149       | 26        |                    | –                  | –                  |                      | ?                    | 2+                   |               | –             | –             | 149+   | 28     |
| 1997                          | «Тампа-Бей М'ютені»           | МЛС                           | 20+2      | 3+0       | –                  | –                  | –                  | –                    | –                    | –                    | –             | –             | –             | 22     | 3      |
| 1998                          | «Маямі Ф'южн»                 | МЛС                           | 18+2      | 2+0       | –                  | –                  | –                  | –                    | –                    | –                    | –             | –             | –             | 20     | 2      |
| 1999                          | «Маямі Ф'южн»                 | МЛС                           | 4         | 1         | –                  | –                  | –                  | –                    | –                    | –                    | –             | –             | –             | 4      | 1      |
| Усього за «Маямі Ф'южн»       | Усього за «Маямі Ф'южн»       | Усього за «Маямі Ф'южн»       | 22        | 3         |                    | –                  | –                  |                      | –                    | –                    |               | –             | –             | 22     | 3      |
| 1999                          | «Тампа-Бей М'ютені»           | МЛС                           | 0+2       | 0+0       | –                  | –                  | –                  | –                    | –                    | –                    | –             | –             | –             | 2      | 0      |
| 2000                          | «Тампа-Бей М'ютені»           | МЛС                           | 32+2      | 1+0       | –                  | –                  | –                  | –                    | –                    | –                    | –             | –             | –             | 34     | 1      |
| Усього за «Тампа-Бей М'ютені» | Усього за «Тампа-Бей М'ютені» | Усього за «Тампа-Бей М'ютені» | 83        | 8         |                    | –                  | –                  |                      | –                    | –                    |               | –             | –             | 83     | 8      |
| 2001                          | «Колорадо Рапідз»             | МЛС                           | 12+0      | 0+0       | –                  | –                  | –                  | –                    | –                    | –                    | –             | –             | –             | 12     | 0      |
| 2002                          | «Колорадо Рапідз»             | МЛС                           | 27+5      | 5+1       | –                  | –                  | –                  | –                    | –                    | –                    | –             | –             | –             | 32     | 6      |
| Усього за «Колорадо Рапідз»   | Усього за «Колорадо Рапідз»   | Усього за «Колорадо Рапідз»   | 44        | 6         |                    | –                  | –                  |                      | –                    | –                    |               | –             | –             | 44     | 6      |
| Усього за кар'єру             | Усього за кар'єру             | Усього за кар'єру             | 611       | 59        |                    | 9+                 | 1+                 |                      | 5+                   | 2+                   |               | –             | –             | 625+   | 62+    |

### Статистика виступів за збірну
| Дата       | Місто              | Господарі         | Результат  | Гості             | Турнір                                 | Голи | Примітки |
| ---------- | ------------------ | ----------------- | ---------- | ----------------- | -------------------------------------- | ---- | -------- |
| 27-10-1985 | Асунсьйон          | Парагвай          | 3 – 0      | Колумбія          | Відбір до ЧС 1986                      | -    |          |
| 3-11-1985  | Калі               | Колумбія          | 2 – 1      | Парагвай          | Відбір до ЧС                           | -    |          |
| 1-7-1987   | Розарій            | Колумбія          | 2 – 0      | Болівія           | Копа Америка 1987                      | 1    |          |
| 5-7-1987   | Розарій            | Колумбія          | 3 – 0      | Парагвай          | Копа Америка 1987                      | -    |          |
| 8-7-1987   | Кордова            | Чилі              | 2 – 1      | Колумбія          | Копа Америка 1987 - чвертьфінал        | -    |          |
| 11-7-1987  | Буенос-Айрес       | Аргентина         | 1 – 2      | Колумбія          | Копа Америка 1987 - матч за 3-тє місце | -    |          |
| 30-3-1988  | Арменія            | Колумбія          | 3 – 0      | Канада            | товариський матч                       | 1    |          |
| 14-5-1988  | Маямі              | США               | 0 – 2      | Колумбія          | товариський матч                       | -    |          |
| 17-5-1988  | Глазго             | Шотландія         | 0 – 0      | Колумбія          | Кубок Стенлі Роуза                     | -    |          |
| 19-5-1988  | Гельсінкі          | Фінляндія         | 1 – 3      | Колумбія          | товариський матч                       | -    |          |
| 24-5-1988  | Лондон             | Англія            | 1 – 1      | Колумбія          | Кубок Стенлі Роуза                     | -    |          |
| 9-3-1988   | Барранкілья        | Колумбія          | 1 – 0      | Аргентина         | товариський матч                       | -    |          |
| 24-6-1989  | Маямі              | США               | 0 – 1      | Колумбія          | товариський матч                       | 1    |          |
| 27-6-1989  | Маямі              | Колумбія          | 4 – 0      | Гаїті             | товариський матч                       | 1    |          |
| 3-7-1989   | Салвадор           | Колумбія          | 4 – 2      | Венесуела         | Копа Америка 1989                      | -    |          |
| 5-7-1989   | Салвадор           | Парагвай          | 1 – 0      | Колумбія          | Копа Америка 1989                      | -    |          |
| 7-7-1989   | Салвадор           | Бразилія          | 0 – 0      | Колумбія          | Копа Америка 1989                      | -    |          |
| 9-7-1989   | Ресіфі             | Перу              | 1 – 1      | Колумбія          | Копа Америка 1989                      | -    |          |
| 6-8-1989   | Монтевідео         | Уругвай           | 0 – 0      | Колумбія          | товариський матч                       | -    |          |
| 20-8-1989  | Барранкілья        | Колумбія          | 2 – 0      | Еквадор           | Відбір до ЧС 1990                      | -    |          |
| 27-8-1989  | Асунсьйон          | Парагвай          | 2 – 1      | Колумбія          | Відбір до ЧС 1990                      | -    |          |
| 3-9-1989   | Ґуаякіль           | Еквадор           | 0 – 0      | Колумбія          | Відбір до ЧС 1990                      | -    |          |
| 17-9-1989  | Барранкілья        | Колумбія          | 2 – 1      | Парагвай          | Відбір до ЧС 1990                      | -    |          |
| 15-10-1989 | Барранкілья        | Колумбія          | 1 – 0      | Ізраїль           | Відбір до ЧС 1990                      | -    |          |
| 30-10-1989 | Тель-Авів          | Ізраїль           | 0 – 0      | Колумбія          | Відбір до ЧС 1990                      | -    |          |
| 2-6-1990   | Будапешт           | Угорщина          | 3 – 1      | Колумбія          | товариський матч                       | -    |          |
| 9-6-1990   | Болонья            | Колумбія          | 2 – 0      | ОАЕ               | ЧС 1990                                | 1    |          |
| 14-6-1990  | Болонья            | Югославія         | 1 – 0      | Колумбія          | ЧС 1990                                | -    |          |
| 19-6-1990  | Мілан              | ФРН               | 1 – 1      | Колумбія          | ЧС 1990                                | -    |          |
| 22-6-1990  | Неаполь            | Камерун           | 2 – 1 д.ч. | Колумбія          | ЧС 1990 - 1/8 фіналу                   | -    |          |
| 5-6-1991   | Стокгольм          | Швеція            | 2 – 2      | Колумбія          | товариський матч                       | -    |          |
| 15-6-1991  | Сан-Хосе           | Коста-Рика        | 0 – 1      | Колумбія          | товариський матч                       | -    |          |
| 7-7-1991   | Вальпараїсо        | Колумбія          | 1 – 0      | Еквадор           | Копа Америка 1991 - груповий раунд     | -    |          |
| 11-7-1991  | Віна дель Мар      | Колумбія          | 0 – 0      | Болівія           | Копа Америка 1991 - груповий раунд     | -    |          |
| 13-7-1991  | Віна дель Мар      | Колумбія          | 2 – 0      | Бразилія          | Копа Америка 1991 - груповий раунд     | -    |          |
| 15-7-1991  | Віна дель Мар      | Уругвай           | 1 – 0      | Колумбія          | Копа Америка 1991 - груповий раунд     | -    |          |
| 17-7-1991  | Сантьяго           | Чилі              | 1 – 1      | Колумбія          | Копа Америка 1991 - фінал              | -    |          |
| 19-7-1991  | Сантьяго           | Бразилія          | 2 – 0      | Колумбія          | Копа Америка 1991 - фінал              | -    |          |
| 21-7-1991  | Сантьяго           | Аргентина         | 2 – 1      | Колумбія          | Копа Америка 1991 - фінал              | -    |          |
| 31-7-1992  | Лос-Анджелес       | США               | 0 – 1      | Колумбія          | Coppa dell'Amicizia                    | -    |          |
| 2-8-1992   | Лос-Анджелес       | Колумбія          | 0 – 0      | Мексика           | Coppa dell'Amicizia                    | -    |          |
| 25-2-1993  | Сан-Кристобаль     | Венесуела         | 0 – 0      | Колумбія          | товариський матч                       | -    |          |
| 8-5-1993   | Маямі              | США               | 1 – 2      | Колумбія          | товариський матч                       | -    |          |
| 21-5-1993  | Богота             | Колумбія          | 1 – 1      | Венесуела         | товариський матч                       | -    |          |
| 6-6-1993   | Богота             | Колумбія          | 1 – 0      | Чилі              | товариський матч                       | -    |          |
| 16-6-1993  | Мачала             | Колумбія          | 2 – 1      | Мексика           | Копа Америка 1993                      | -    |          |
| 20-6-1993  | Мачала             | Колумбія          | 1 – 1      | Болівія           | Копа Америка 1993                      | -    |          |
| 23-6-1993  | Ґуаякіль           | Колумбія          | 1 – 1      | Аргентина         | Копа Америка 1993                      | -    |          |
| 26-6-1993  | Ґуаякіль           | Колумбія          | 5 – 3      | Уругвай           | Копа Америка 1993 - чвертьфінал        | -    |          |
| 1-7-1993   | Ґуаякіль           | Аргентина         | 6 – 5      | Колумбія          | Копа Америка 1993 - півфінал           | -    |          |
| 3-7-1993   | Портов'єхо         | Еквадор           | 0 – 1      | Колумбія          | Копа Америка 1993 - матч за 3-тє місце | -    |          |
| 1-8-1993   | Барранкілья        | Колумбія          | 0 – 0      | Парагвай          | Відбір до ЧС 1994                      | -    |          |
| 8-8-1993   | Ліма               | Перу              | 0 – 1      | Колумбія          | Відбір до ЧС 1994                      | -    |          |
| 15-8-1993  | Барранкілья        | Колумбія          | 2 – 1      | Аргентина         | Відбір до ЧС 1994                      | -    |          |
| 22-8-1993  | Асунсьйон          | Парагвай          | 1 – 1      | Колумбія          | Відбір до ЧС 1994                      | -    |          |
| 29-8-1993  | Барранкілья        | Колумбія          | 4 – 0      | Перу              | Відбір до ЧС 1994                      | -    |          |
| 5-9-1993   | Буенос-Айрес       | Аргентина         | 0 – 5      | Колумбія          | Відбір до ЧС 1994                      | -    |          |
| 28-1-1994  | Барінас            | Венесуела         | 1 – 2      | Колумбія          | товариський матч                       | -    |          |
| 6-2-1994   | Джидда             | Саудівська Аравія | 1 – 1      | Колумбія          | товариський матч                       | -    |          |
| 9-2-1994   | Джидда             | Саудівська Аравія | 0 – 1      | Колумбія          | товариський матч                       | -    |          |
| 18-2-1994  | Маямі              | Швеція            | 0 – 0      | Колумбія          | Joe Robbie Cup                         | -    |          |
| 3-5-1994   | Маямі              | Колумбія          | 1 – 0      | Перу              | Miami Cup                              | -    |          |
| 5-5-1994   | Маямі              | Колумбія          | 3 – 0      | Сальвадор         | Miami Cup                              | -    |          |
| 3-6-1994   | Бостон             | Колумбія          | 2 – 0      | Північна Ірландія | товариський матч                       | -    |          |
| 5-6-1994   | Іст-Резерфорд      | Колумбія          | 2 – 0      | Греція            | товариський матч                       | -    |          |
| 18-6-1994  | Пасадена           | Румунія           | 3 – 1      | Колумбія          | ЧС 1994                                | -    |          |
| 22-6-1994  | Пасадена           | США               | 2 – 1      | Колумбія          | ЧС 1994                                | -    |          |
| 26-6-1994  | Сан-Франциско      | Колумбія          | 2 – 0      | Швейцарія         | ЧС 1994                                | -    |          |
| 20-6-1995  | Іст-Резерфорд      | Колумбія          | 1 – 0      | Нігерія           | товариський матч                       | -    |          |
| 22-6-1995  | Вашингтон          | Колумбія          | 0 – 0      | Мексика           | US Cup                                 | -    |          |
| 25-6-1995  | Меріленд           | США               | 0 – 0      | Колумбія          | US Cup                                 | -    |          |
| 7-7-1995   | Ривера             | Перу              | 1 – 1      | Колумбія          | Копа Америка 1995                      | -    |          |
| 10-7-1995  | Ривера             | Колумбія          | 1 – 0      | Еквадор           | Копа Америка 1995                      | -    |          |
| 13-7-1995  | Ривера             | Бразилія          | 3 – 0      | Колумбія          | Копа Америка 1995                      | -    |          |
| 16-7-1995  | Монтевідео         | Колумбія          | 5 – 4      | Парагвай          | Копа Америка 1995 - чвертьфінал        | -    |          |
| 19-7-1995  | Монтевідео         | Уругвай           | 2 – 0      | Колумбія          | Копа Америка 1995 - півфінал           | -    |          |
| 22-7-1995  | Монтевідео         | Колумбія          | 4 – 1      | США               | Копа Америка 1995 - матч за 3-тє місце | 1    |          |
| 6-9-1995   | Лондон             | Англія            | 0 – 0      | Колумбія          | товариський матч                       | -    |          |
| 11-10-1995 | Буенос-Айрес       | Аргентина         | 0 – 0      | Колумбія          | товариський матч                       | -    |          |
| 26-10-1995 | Пекін              | КНР               | 2 – 1      | Колумбія          | товариський матч                       | -    |          |
| 29-11-1995 | Лос-Анджелес       | Мексика           | 2 – 2      | Колумбія          | товариський матч                       | -    |          |
| 6-3-1996   | Маямі              | Колумбія          | 2 – 1      | Гондурас          | товариський матч                       | -    |          |
| 28-3-1996  | Медельїн           | Колумбія          | 4 – 1      | Болівія           | товариський матч                       | -    |          |
| 24-4-1996  | Барранкілья        | Колумбія          | 1 – 0      | Парагвай          | Відбір до ЧС 1998                      | -    |          |
| 29-5-1996  | Маямі              | Колумбія          | 1 – 0      | Шотландія         | товариський матч                       | -    |          |
| 2-6-1996   | Ліма               | Перу              | 1 – 1      | Колумбія          | Відбір до ЧС 1998                      | -    |          |
| 7-7-1996   | Барранкілья        | Колумбія          | 3 – 1      | Уругвай           | Відбір до ЧС 1998                      | 1    |          |
| 1-9-1996   | Барранкілья        | Колумбія          | 4 – 1      | Чилі              | Відбір до ЧС 1998                      | -    |          |
| 9-10-1996  | Кіто               | Еквадор           | 0 – 1      | Колумбія          | Відбір до ЧС 1998                      | -    |          |
| 1-11-1996  | Нью-Йорк           | Колумбія          | 2 – 1      | Гондурас          | товариський матч                       | -    |          |
| 10-11-1996 | Ла-Пас             | Болівія           | 2 – 2      | Колумбія          | Відбір до ЧС 1998                      | -    |          |
| 15-12-1996 | Сан-Кристобаль     | Венесуела         | 2 – 2      | Колумбія          | Відбір до ЧС 1998                      | -    |          |
| 8-2-1997   | Перейра            | Колумбія          | 1 – 0      | Словаччина        | товариський матч                       | -    |          |
| 12-2-1997  | Барранкілья        | Колумбія          | 0 – 1      | Аргентина         | Відбір до ЧС 1998                      | -    |          |
| 2-4-1997   | Асунсьйон          | Парагвай          | 2 – 1      | Колумбія          | Відбір до ЧС 1998                      | -    |          |
| 30-4-1997  | Барранкілья        | Колумбія          | 0 – 1      | Перу              | Відбір до ЧС 1998                      | -    |          |
| 8-6-1997   | Монтевідео         | Уругвай           | 1 – 1      | Колумбія          | Відбір до ЧС 1998                      | -    |          |
| 5-7-1997   | Сантьяго           | Чилі              | 4 – 1      | Колумбія          | Відбір до ЧС 1998                      | -    |          |
| 20-7-1997  | Барранкілья        | Колумбія          | 1 – 0      | Еквадор           | Відбір до ЧС 1998                      | -    |          |
| 6-8-1997   | Кінгстон (Ямайка)  | Ямайка            | 1 – 0      | Колумбія          | товариський матч                       | -    |          |
| 20-8-1997  | Барранкілья        | Колумбія          | 3 – 0      | Болівія           | Відбір до ЧС 1998                      | 1    |          |
| 10-9-1997  | Барранкілья        | Колумбія          | 1 – 0      | Венесуела         | Відбір до ЧС 1998                      | -    |          |
| 16-11-1997 | Буенос-Айрес       | Аргентина         | 1 – 1      | Колумбія          | Відбір до ЧС 1998                      | 1    |          |
| 25-3-1998  | Богота             | Колумбія          | 0 – 0      | Югославія         | товариський матч                       | -    |          |
| 29-3-1998  | Коннектикут        | Колумбія          | 1 – 1      | Парагвай          | товариський матч                       | -    |          |
| 23-5-1998  | Іст-Резерфорд      | Колумбія          | 2 – 2      | Шотландія         | товариський матч                       | 1    |          |
| 31-5-1998  | Франкфурт-на-Майні | Німеччина         | 3 – 1      | Колумбія          | товариський матч                       | 1    |          |
| 3-6-1998   | Брюссель           | Бельгія           | 2 – 0      | Колумбія          | товариський матч                       | -    |          |
| 15-6-1998  | Ліон               | Колумбія          | 0 – 1      | Румунія           | ЧС 1998                                | -    |          |
| 22-6-1998  | Монпельє           | Колумбія          | 1 – 0      | Туніс             | ЧС 1998                                | -    |          |
| 26-6-1998  | Ланс               | Колумбія          | 0 – 2      | Англія            | ЧС 1998                                | -    |          |
| Усього     |                    | Матчів (1 місце)  | 111        |                   | Голів (9 місце)                        | 11   |          |

## Досягнення

### Командні
- Чемпіон Колумбії:

«Атлетіко Хуніор»: 1993, 1995
- Володар Кубка Франції:

«Монпельє»: 1989–90
- Бронзовий призер Кубка Америки: 1987, 1993, 1995

### Особисті
- Футболіст року в Південній Америці: 1987, 1993
- Найкращий гравець МЛС: 1996
- Включений до списку ФІФА 100:2004